# Czas martwy (automatyka)
Czas martwy, opóźnienie transportowe lub krótko opóźnienie (ang. dead time, transportation lag, time delay) – opóźnienie powstające skutkiem skończonej prędkości nośników informacji.
Dwa czynniki mogą, po zmianie wartości wielkości wejściowej układu regulacji, opóźnić stabilizację sygnału wyjściowego na nowym poziomie równowagi:
- opóźnienie transportowe,
- bezwładność obiektów.

## Opóźnienie transportowe
Opóźnienia to pojawiają się na przykład przy transporcie masy (np. transportuje się na znaczną odległość ciecz o zmienianym składzie chemicznym). Gdy nośnik informacji jest szybki, a trasa transportu krótka, opóźnienie transportowe może być niezauważalnie małe (jednak nawet tak szybki nośnik informacji jakim jest światło w przypadku skali kosmicznej daje równie kosmiczne opóźnienia). W układach regulacji opóźnienia o charakterze transportowym mogą być na tyle duże, że utrudniają lub uniemożliwią jego sprawne działanie (co wynika często z trudności w szybkim uzyskiwaniu informacji o zmianach wielkości regulowanej).
Opóźnienie transportowe powoduje przesunięcie sygnału w czasie, co można zapisać:
{\displaystyle f(t-\tau )} i wynosi {\displaystyle \tau ={\frac {l}{v}},}
gdzie:
{\displaystyle l} – długość drogi jaką pokonuje sygnał,
{\displaystyle v} – prędkość tego sygnału.
Transmitancja obiektu reprezentującego tylko opóźnienie transportowe:
{\displaystyle f(t-\tau )} ma postać {\displaystyle G(s)=e^{-s\tau }.}

## Bezwładność obiektów
Bezwładność natomiast wynika z tego, że nowy stan równowagi wymaga zmiany poziomu napełnienia magazynów energii znajdujących się w obiekcie (zob. też człon inercyjny, człon całkujący). Opory ograniczają prędkość przepływu energii pomiędzy magazynami, więc zmiana poziomu zależy zwykle od różnicy stanu ich napełnienia i ulega zwolnieniu w trakcie wyrównywania poziomów.